# Kurt von Tempelhoff
Kurt Ludwig Heinrich Friedrich von Tempelhoff (* 7. März 1863 in Dombrowka, Kreis Posen-West; † 8. April 1935 auf Schloss Meseritz) war ein deutscher Rittergutsbesitzer und Parlamentarier.

## Leben
Kurt von Tempelhoff war Sohn des Rittergutsbesitzers und Mitglieds des Preußischen Abgeordnetenhauses Eduard von Tempelhoff. Er studierte Rechtswissenschaften an der Ruprecht-Karls-Universität Heidelberg. 1883 wurde er Mitglied des Corps Guestphalia Heidelberg. Nach dem Studium absolvierte er eine praktische landwirtschaftliche Ausbildung. Seit 1891 bewirtschaftete er sein Rittergut Dombrowka. Er war Landschaftsrat, stellvertretendes Mitglied des Provinziallandtags in der Provinz Posen, Mitglied des Kreisausschusses, stellvertretendes Mitglied des Bezirksausschusses, Mitglied der Landwirtschaftskammer und Mitglied der Kreissynode.
In der Preußischen Armee erlangte er in Friedenszeiten den Dienstgrad Rittmeister der Reserve. Im Ersten Weltkrieg wurde er, da bereits a. D., reaktiviert und im Kriegsverlauf zum Major der Reserve befördert.
Seit einer Nachwahl am 7. März 1912 bis zu dessen Auflösung 1918 saß Tempelhoff als Abgeordneter des Wahlkreises Posen 2 (Posen-Ost, Posen-West, Obornik) im Preußischen Abgeordnetenhaus. Er gehörte der Fraktion der Konservativen Partei an.